# Brunyola i Sant Martí Sapresa
Brunyola i Sant Martí Sapresa és un municipi de la comarca de la Selva. Es troba a la zona de contacte entre les Guilleries i la depressió gironina, als vessants sud-orientals del turó de Santa Bàrbara (que s'alça a 854 m d'altitud), dins el terme veí d'Anglès. Fins al 27 de març de 2018 el seu nom oficial era Brunyola.
La capital del municipi és al nucli de Brunyola.

## Geografia
- Llista de topònims de Brunyola i Sant Martí Sapresa (Orografia: muntanyes, serres, collades, indrets..; hidrografia: rius, fonts...; edificis: cases, masies, esglésies, etc).

Comprèn el sector de capçalera de l'Onyar, i drena el sector nord-oriental i al qual hi aflueixen diversos torrents, com la riera de Sant Martí. Limita al nord amb els municipis de Bescanó i Anglès, a ponent amb el d'Osor, al sud amb el de Santa Coloma de Farners i a llevant amb el de Vilobí d'Onyar. Travessa el terme de sud a nord la carretera de Santa Coloma a Olot, de la qual surt un brancal cap al poble de Brunyola, que amb el de Sant Martí Sapresa, formen actualment l'entitat municipal que fins al 1910 en formava part el poble de Sant Dalmai, ara de Vilobí d'Onyar. Del castell de Brunyola n'havia depès Salitja, ara també de Vilobí d'Onyar.
El territori és força muntanyós, especialment el sector de les Guilleries, poblat en una bona part de boscs de pins, castanyers i alzines. L'economia és bàsicament agrícola i els conreus són destinats, sobretot, a patates, blat de moro, hortalisses, cereals i farratges; té força importància la collita de l'avellana, popularment coneguda com a avellana de la Selva, de la qual és un dels primers productors de la comarca. Anualment se celebra la fira de l'avellana des del 1995. Hi ha cria de bestiar boví i porcí i hi és tradicional la fabricació de rodells per a bótes.

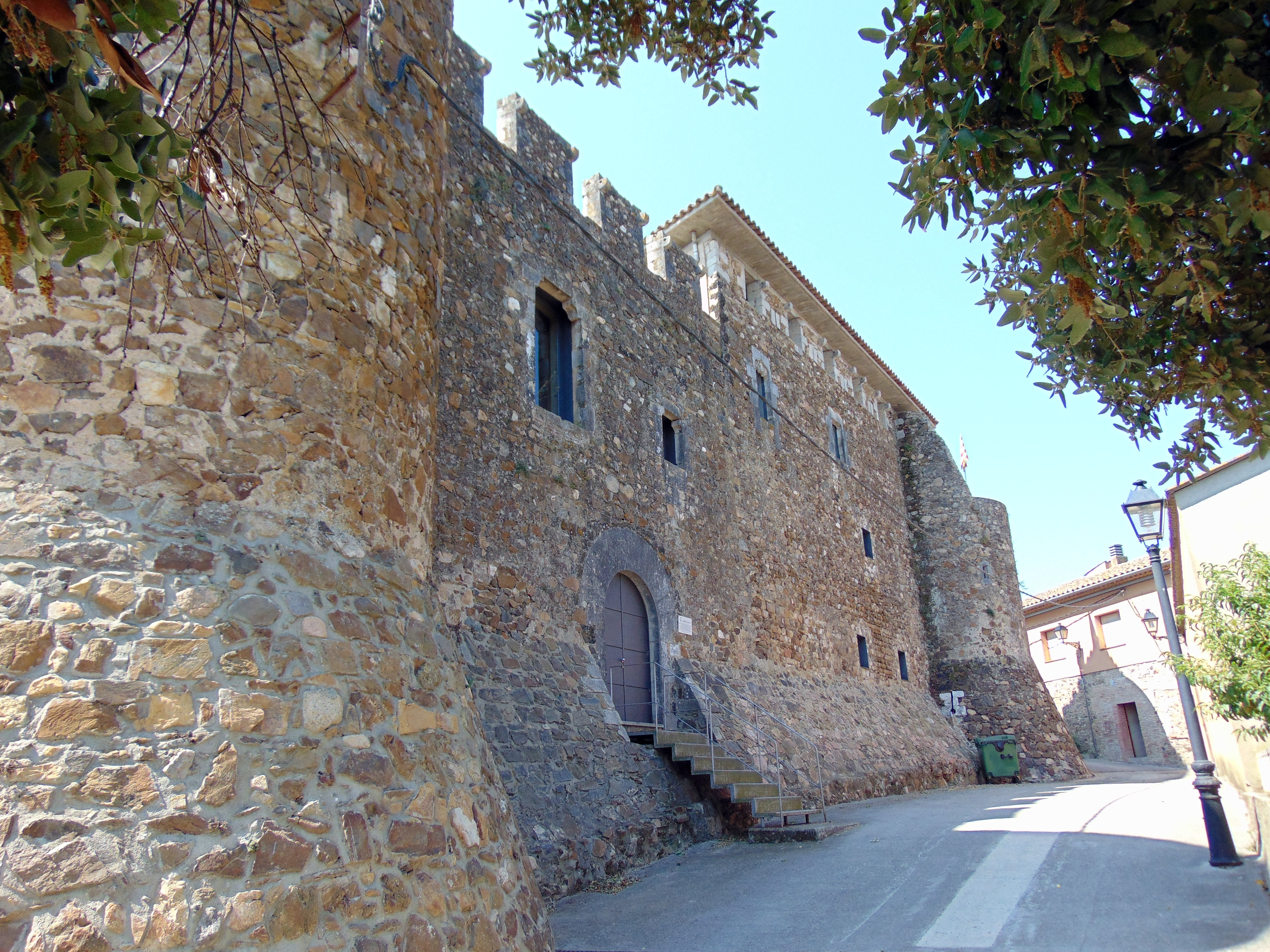
Castell de Brunyola

La majoria de la població viu en hàbitat disseminat i tendeix a disminuir d'una manera continuada, com en altres municipis rurals de la comarca, només cal mirar la taula demogràfica.
El petit poble de Brunyola s'aixeca a 257 m d'altitud enlairat en un turó, al voltant de l'antic castell de Brunyola. Dins l'àmbit del conjunt fortificat s'aixeca la parròquia de Sant Fruitós de Brunyola, que aprofita com a campanar una de les torres del castell, un xic separada de l'església; aquesta amb dues làpides antigues encastades a la façana, fou refeta al segle xvi, i té annex el solar del cementiri. El castell de Brunyola era un gran edifici rectangular amb torres cilíndriques als extrems, de les quals en conserva tres (la suprimida correspon al cementiri esmentat); resta sencera la façana de tramuntana del castell, entre dues torres, amb portal adovellat, antics finestrals gòtics i restes de matacans. Estatja també l'ajuntament i les escoles.
Sant Martí Sapresa conegut també per Sant Martí de les Esposes, es troba uns 4 km al nord de Brunyola, en un contrafort de la muntanya de Santa Bàrbara, al peu de la carretera de Santa Coloma a Olot. És el nucli amb més vitalitat del terme, amb moderns hostals i algunes cases residencials. L'església de Sant Martí, totalment renovada a partir del segle xviii, es troba ja documentada el 1019 (Sancti Martini de Preda). Depengué inicialment de l'església de Sant Amanç era sufragània de Sant Martí. També en depenia la capella de Santa Bàrbara (a Anglès) a través de Sant Amanç. La seva jurisdicció pertanyia al castell de Brunyola.
A l'extrem nord del terme, a l'esquerra de l'Onyar, hi ha l'antiga església romànica de Sant Romà, d'una nau, amb un porxo i un campanar d'espadanya, bastant refeta. El santuari de la Mare de Déu de Serrallonga es troba prop del mas Serrallonga, a l'extrem sud-est; és esmentat ja al segle xvii (1657). Té molta tradició l'aplec del 8 de setembre.
S'han fet diverses troballes arqueològiques, entre les quals materials de sílex paleolítics, els quals poden pertànyer al mosterià o solutrià. Prop de Sant Martí Sapresa, a l'indret del Campament, Miquel Oliva i Prat recollí ceràmica ibèrica i dolium.

## Les vies de comunicació
Per aquest municipi hi passava el Camí ral de Girona a Vic. El seu traçat és encara perceptible, i passava a prop de l'ermita de Sant Romà, l'hostal de Can Rieradevall (Sant Martí Sapresa) i l'hostal de Baix (Sant Martí Sapresa).

## Demografia
| Entitat de població | Habitants (2024) |
| Brunyola            | 261              |
| Sant Martí Sapresa  | 132              |
| Font: Idescat       |                  |

| 1497 f | 1515 f | 1553 f | 1717 | 1787 | 1857  | 1877  | 1887  | 1900  | 1910 |
| ------ | ------ | ------ | ---- | ---- | ----- | ----- | ----- | ----- | ---- |
| 40     | 43     | 41     | 252  | 254  | 1.502 | 1.487 | 1.443 | 1.403 | 965  |

| 1920 | 1930  | 1940 | 1950  | 1960 | 1970 | 1981 | 1990 | 1992 | 1994 |
| ---- | ----- | ---- | ----- | ---- | ---- | ---- | ---- | ---- | ---- |
| 993  | 1.026 | 997  | 1.024 | 916  | 682  | 484  | 399  | 375  | 375  |

| 1996 | 1998 | 2000 | 2002 | 2004 | 2006 | 2008 | 2010 | 2012 | 2014 |
| ---- | ---- | ---- | ---- | ---- | ---- | ---- | ---- | ---- | ---- |
| 376  | 405  | 383  | 364  | 348  | 362  | 363  | 367  | 397  | 391  |

| 2016 | 2018 | 2020 | 2022 | 2024 | 2026 | 2028 | 2030 | 2032 | 2034 |
| ---- | ---- | ---- | ---- | ---- | ---- | ---- | ---- | ---- | ---- |
| 375  | 369  | 389  | 388  | 395  | -    | -    | -    | -    | -    |